# Valarin nyelv
A Valarin (más néven Valian, Valya, Lambë Valarinva) nyelvet J.R.R. Tolkien nyelvészprofesszor alkotta meg több más mesterséges nyelvvel egyetemben. Nyelveinek nagy részét (köztük ezt is) Középfölde-ciklusába építette be háttérként.
A valarin Tolkien egyik legkevésbé kidolgozott nyelve. Nyelvtanáról nagyon kevés tény ismert, de még csak mélyebben kutatni sem lehet a témában, hiszen egész szövegeket Tolkien soha nem írt valarin nyelven. Az ismert szótár sem haladja meg a negyven szót – ezek nagy része is csak a valák neveit, és azok gyökeit tartalmazza.
Alapvetően a valarin az ainuk nyelve. Bár az egymás közti kommunikációhoz telepatikus képességeik miatt nem volt szükségük nyelvekre, azonban mivel az ainuk Ilúvatar Gyermekeinek alakját vették magukra, ki kellett, hogy találjanak egy nyelvet.
Így született meg az a nyelv, mely a „pengék szikráihoz hasonló”. 
 Hangzókészlete a tünde (és persze az angol) fülnek rendkívül kemény. Tartalmazza a hagyományos magánhangzók rövid és hosszú formáját is (a, e, i, o, u, â, ê, î, ô, û).
 A spiráns hangok között megjelenik az angolra jellemző Þ (these), ð (thick) hangok mellett a ch (Buch) és a 'g' spiráns megfelelője („torok” 'gh'), melyet Tolkien a 3 jellel jelöl.
 A b, d, g, p, t, k mássalhangzókon felül megtalálható néhánynak a hehezült változata is (ph, bh, th). Az m, n, l hangok használata egyértelmű.
A nyelv külön jelöli az 'sz' és az 's' hangokat (s, š) és csak a „pergetett” r hangot ismeri. Az y és a w az ún. fél-magánhangzók közé tartoznak.
Tolkien eredeti koncepciója szerint a valarin lett volna a közös tündenyelv alapja. A tündék Oromëtól tanulták volna meg Cuiviénenben és ezt a nyelvet fejlesztették volna tovább. Ám ezt később Tolkien elvetette, így A szilmarilokban a tündék már Oromë érkezése előtt kitalálják saját nyelvüket.
A körülményesebb (sok szótagú szavakból álló) valarin helyett a valák is megtanulták a quenyát és ezt használták később az egymás közti kommunikációhoz. Ám két kultúra (nyelv) nem létezhet egymás mellett anélkül, hogy ne hatnának egymásra, így néhány szót (vagy legalábbis a gyökét) átvettek a tündék is, és a saját hangzókészletükhöz igazítva beültették saját nyelvükbe. A valák nevei is ez alapján módosultak a köztudatban annak ellenére, hogy saját valarin nevük is volt, ráadásul ez soha nem állt távol a tündék által elferdítettektől (Mânawenûz=Manwë; A3ûlêz=Aulë)